# El Peñón (Venezuela)
El Peñón es una población del estado Sucre en Venezuela. Aproximadamente con unos 54.000 habitantes, es conocida por sus cercanas playas en el golfo de Cariaco y por su astillero.
La comunidad del Peñón, como pueblo turístico del Estado Sucre, Municipio Sucre, Parroquia Valentín Valiente ubicado a siete kilómetros de la Ciudad de Cumaná, capital del Estado y fue fundada entre los años 1916-1920, por el señor Joaquín Figueroa Melchor y sus hijos Nicolás Figueroa Rodríguez y Francisco Rafael Figueroa Rodríguez. Se originó como una pequeña aldea de pescadores, ya que está situada a los márgenes del Golfo de Cariaco, sus pobladores vivían primordialmente de la pesca y el trueque (cambiaban pescados por otros productos).             
Los habitantes del Peñón, tienen sus orígenes en personas que llegaron desde otros lugares a realizar sus faenas de pesca en este sitio, estos primeros pobladores llegaron desde Punta de Piedras de la Isla de Margarita, y luego fueron llegando desde otras partes como Caiguire, Pantanillo, Cantarrana, etc. Entre estos otros pobladores que llegaron a El Peñón, estaban el señor Juan Rodríguez "Papa Juan" y Ruperto Rodríguez Abad.
Los primeros en llegar a este poblado o asentamiento de pescadores fueron la Familia Figueroa y los trabajadores de su flota pesquera, formando sus familias en ese pueblo y trajeron desde Punta de Piedras a su Patrona La Virgen de las Mercedes, celebrando sus fiestas todos los años el 24 de septiembre, las cuales se mantienen hasta la actualidad.
En cuanto al “Peñón” se ha dicho que el mismo se llamó primeramente Barranca Blanca, debido a la abundancia de caliche en la zona para aquella época (piedras pequeñas que introducida por descuido en el barro, se calcina al cocerlo) luego se le puso el nombre de “El Peñón” porque fueron desapareciendo los cerros de caliche quedando finalmente peñones de piedras grandes; donde actualmente se encuentra el Astillero.   
La comunidad del Peñón se ubica en la parte norte- costera y al extremo nor-este de la ciudad de Cumaná, distante aproximadamente de 3 km, a partir del punto más oeste de la carretera Cumaná- Carúpano, en jurisdicción de la parroquia Valentín Valiente, en el Municipio autónomo Sucre, del estado Sucre.
La superficie territorial cubre una extensión estimada entre 56 hectáreas, de acuerdo a los siguientes límites: al norte: el golfo de cariaco (cuenca del mar Caribe); al sur: la carretera Cumaná- Carúpano (serranía de la costa); al este: la ensenada de El Rincón; y al oeste: el aliviadero del río Manzanares.
Actualmente la comunidad se divide en tres sectores bien diferenciados entre sí: en el lado noroeste (frente a la playa) está el sector Peñón Abajo; al este está el sector Peñón Arriba; y al oeste está Las Casitas (un barrio nuevo).
Según se registra en la tradición oral histórica de los pobladores actuales de El Peñón, el origen de la comunidad se sitúa cuando el señor Joaquín Figueroa Melchor procedente de la Isla de Margarita, escoge ese lugar (El Peñón) en las riberas del Golfo de Cariaco para establecer una aldea donde él y sus trabajadores descansarían y establecerían su flota pesquera, cerca de la zona donde realizaban sus faenas de pesca. Levantaron casas y rancherías y comenzaron a realizar vida cotidiana en este poblado, en la parte que se conoce como Peñón Abajo.

## Ubicación
En literal El Peñón está ubicado unos kilómetros de Cumaná cerca de un pueblito llamado Quetepe que se encuentra sobre el Área metropolitana de Cumaná, El Peñón le pertenece a El Área metropolitana de Cumaná en un lugar con monte y cerro.

## Historia
El Peñón ha sido un asentamiento y puerto pesquero desde los años 1920, desde este puerto pesquero su gente ha trasportado el pescado sacado en el Golfo de Cariaco. 
El pueblo siempre ha sido muy rico en pesca y turismo en esta zona.